# Conseil des ministres franco-allemand
Le Conseil des ministres franco-allemand (CMFA) (en allemand : Deutsch-Französischer Ministerrat, DFMR) est un organe qui réunit, une ou deux fois par an, les membres du gouvernement français et du gouvernement allemand, dans le cadre de la coopération franco-allemande. Il a été créé à l'occasion de la commémoration des quarante ans de la signature du traité de l'Élysée le 22 janvier 2003, par une déclaration commune du président français, Jacques Chirac, et du chancelier allemand, Gerhard Schröder. Il remplace les sommets franco-allemands qui avaient été institués par le traité de l'Élysée.

## Rencontres
Les rencontres ne se tiennent pas lorsqu'elles coïncident avec les élections fédérales allemandes. Ainsi, le Conseil ne s'est pas réuni à l'automne 2005, automne 2009 et automne 2013. De plus le Conseil ne s'est pas réuni en 2020 en raison de la pandémie de Covid-19.
| No | Date              | Ville               | Pays             | Remarques |
| -- | ----------------- | ------------------- | ---------------- | --- |
| 1  | 22 janvier 2003   | Paris               | France           | |
| 2  | 18 septembre 2003 | Berlin              | Allemagne        | |
| 3  | 13 mai 2004       | Paris               | France           | |
| 4  | 26 octobre 2004   | Berlin              | Allemagne        | |
| 5  | 26 avril 2005     | Paris               | France           | |
| 6  | 14 mars 2006      | Berlin              | Allemagne        | |
| 7  | 12 octobre 2006   | Paris               | France           | |
| 8  | 12 novembre 2007  | Berlin              | Allemagne        | |
| 9  | 9 juin 2008       | Straubing           | Allemagne        | |
| 10 | 24 novembre 2008  | Paris               | France           | |
| 11 | 12 mars 2009      | Berlin              | Allemagne        | |
| 12 | 4 février 2010    | Paris               | France           | |
| 13 | 10 décembre 2010  | Fribourg-en-Brisgau | Allemagne        | |
| 14 | 6 février 2012    | Paris               | France           | |
| 15 | 22 janvier 2013   | Berlin              | Allemagne        | À l'occasion de cette rencontre, célébrant les 50 ans du traité de l'Élysée, les ministres se sont réunis à la Chancellerie fédérale. Par ailleurs, le Bundestag et l'Assemblée nationale se sont réunis lors d'une séance plénière commune au Reichstag,. |
| 16 | 19 février 2014   | Paris               | France           | |
| 17 | 31 mars 2015      | Berlin              | Allemagne        | |
| 18 | 7 avril 2016      | Metz                | France           | Porte notamment sur la crise migratoire en Europe. |
| 19 | 13 juillet 2017   | Paris               | France           | Peu après l'élection à la présidence française d'Emmanuel Macron. |
| 20 | 19 juin 2018      | Château de Meseberg | Allemagne        | Suivi de déclarations d'intention sur la politique européenne : budget de la zone euro, renforcement de Frontex dans le cadre de la crise migratoire en Europe, une « initiative européenne d'intervention » en matière de défense, et l'harmonisation de l'impôt sur les sociétés. |
| 21 | 16 octobre 2019   | Toulouse            | France           | [ 10 ] |
| 22 | 31 mai 2021       | Paris Berlin        | France Allemagne | Par visioconférence. |
| 23 | 22 janvier 2023   | Paris               | France           | Initialement prévu le 26 octobre, reporté en raison de tensions entre la France et l'Allemagne, qui venait de voter un plan de 200 milliards d'euros d'aide aux ménages contre l'inflation, ce que la France considérait comme incohérent avec la rigueur budgétaire que l'Allemagne défendait à l'étranger. Il est prévu d'aborder les questions d'approvisionnement énergétique dans le cadre de la Invasion de l'Ukraine par la Russie de 2022 et le projet de Système de combat aérien du futur. |

## Compléments